# 异苯并呋喃
异苯并呋喃（Isobenzofuran）是一种杂环化合物，结构上由苯环和呋喃环稠合而成，化学式C8H6O，是苯并呋喃的异构体。  
异苯并呋喃有高反应活性，迅速聚合。仅能在低温下能制备得到。虽然其本身不稳定，但异苯并呋喃环结构存在于很多稳定分子，例如邻苯二甲酸酐。